# Coronel Suárez
Coronel Suárez es una ciudad argentina del centro-sur de la Provincia de Buenos Aires, ubicada en el partido homónimo, del cual es su cabecera.

## Historia

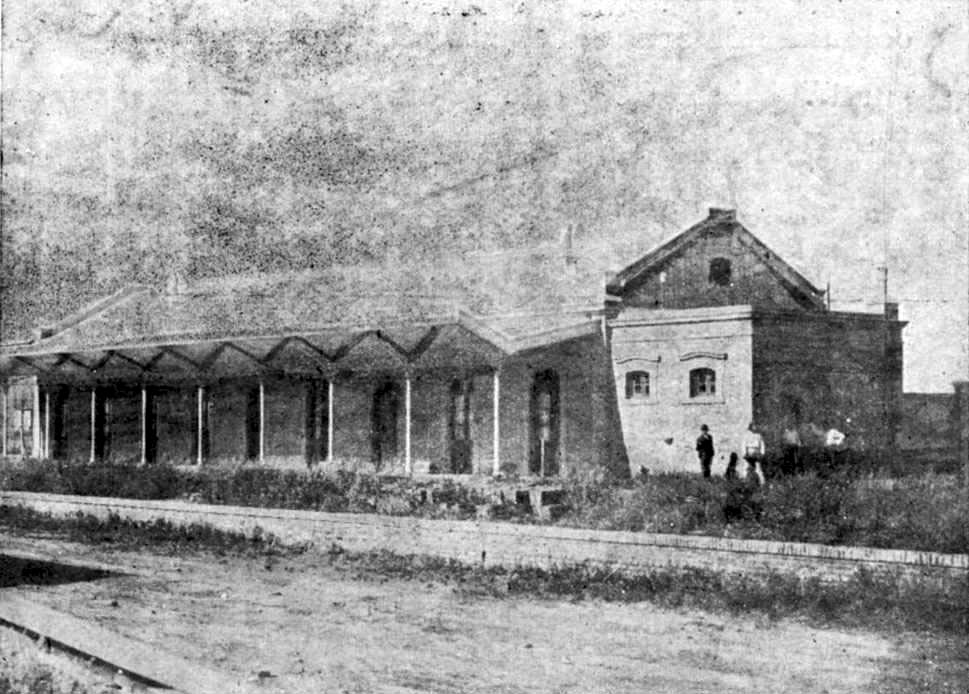
Estación Coronel Suárez (FCRPB) en 1940.

Originariamente la ciudad cabecera se llamaba «Sauce Corto», nombre tomado del arroyo cercano a la ciudad y donde actualmente se emplaza el balneario local. Debe su actual nombre a Manuel Isidoro Suárez, coronel del Ejército Argentino, que luchó en las guerras de independencia hispanoamericana, dirigiendo la caballería peruana y colombiana en la batalla de Junín en Perú cuando tenía 24 años. Su accionar decidido definió la suerte del combate al ordenar una audaz carga de caballería contra el ejército realista que finalizó con el desbande de este en una batalla que se peleó a sable y espada.
Isidoro Suárez fue el bisabuelo del escritor argentino Jorge Luis Borges quien escribió cuatro poemas en su honor.

Suárez mira su pueblo y la llanura
ulterior, las estancias, los potreros,
los rumbos que fatigan los reseros,
el paciente planeta que perdura.
Jorge Luis Borges, «Coronel Suárez»

A finales del siglo XIX importantes contingentes de alemanes del Volga se radicaron en las inmediaciones de la joven ciudad de Coronel Suárez, fundando 3 colonias: Santa Trinidad o "Colonia I", San José o "Colonia II" y Santa María o "Colonia III". Además, muchos otros alemanes se radicaron en diferentes campos del Partido de Coronel Suárez, manteniendo sus tradiciones.
A través de los años, sus descendientes fueron radicándose cada vez más en la ciudad de Coronel Suárez propiamente dicha, en la que hoy representan un alto porcentaje de su población.

## Cultura
Hoy en día, tanto en la ciudad de Coronel Suárez como en las colonias alemanas de sus inmediaciones (hoy con poca población dado que las ciudades más grandes -tanto Coronel Suárez como otras de la zona- han actuado como polos de atracción) se pueden encontrar los diferentes aspectos de la cultura alemana, incluidas las personas que han conservado el dialecto alemán de generación en generación. En la colonia Santa María, por ejemplo, cada año se realiza la fiesta del strudel, donde se hace un gran strudel para compartir con el público presente, este suele estar relleno de manzana. En colonia San José, en tanto, se lleva a cabo la fiesta del Füllsen, una especie de budín de pan, además de la Schlachtfest o fiesta de la carneada y la Fiesta de la Cerveza. 
También en Pueblo San José, hay una plaza llamada "Sergio Denis" y en la calle ancha o principal (la calle de la iglesia) hay una estatua de él,ambos en honor y homenaje al famoso y célebre cantante suarense. Quien vivió y se crio en Suárez y en la Colonia 2.
Asimismo, todos los años cada una de las colonias celebra su fiesta Kerb, es decir, la fiesta de su Santo Patrono. La palabra alemana Kerb deriva del alemán Kirchweih. Kirche significa iglesia, y Weih, bendición. Se realizan desfiles, cena, espectáculos, exposición de artesanías, productos tradicionales y competencias deportivas. Los festejos de Kerb han sido declarados de interés municipal y provincial.

## Población
Sumando las colonias vecinas de Santa Trinidad 1474 hab., San José 2234 hab. y Santa María 1832 hab., forma un aglomerado de 29 161 habitantes (Indec, 2010); lo que convierte a Coronel Suárez en un centro comercial regional.
| Gráfica de evolución demográfica de Coronel Suárez entre 1895 y 2010 |
|                                                                      |
| Fuentes: INDEC                                                       |

## Turismo

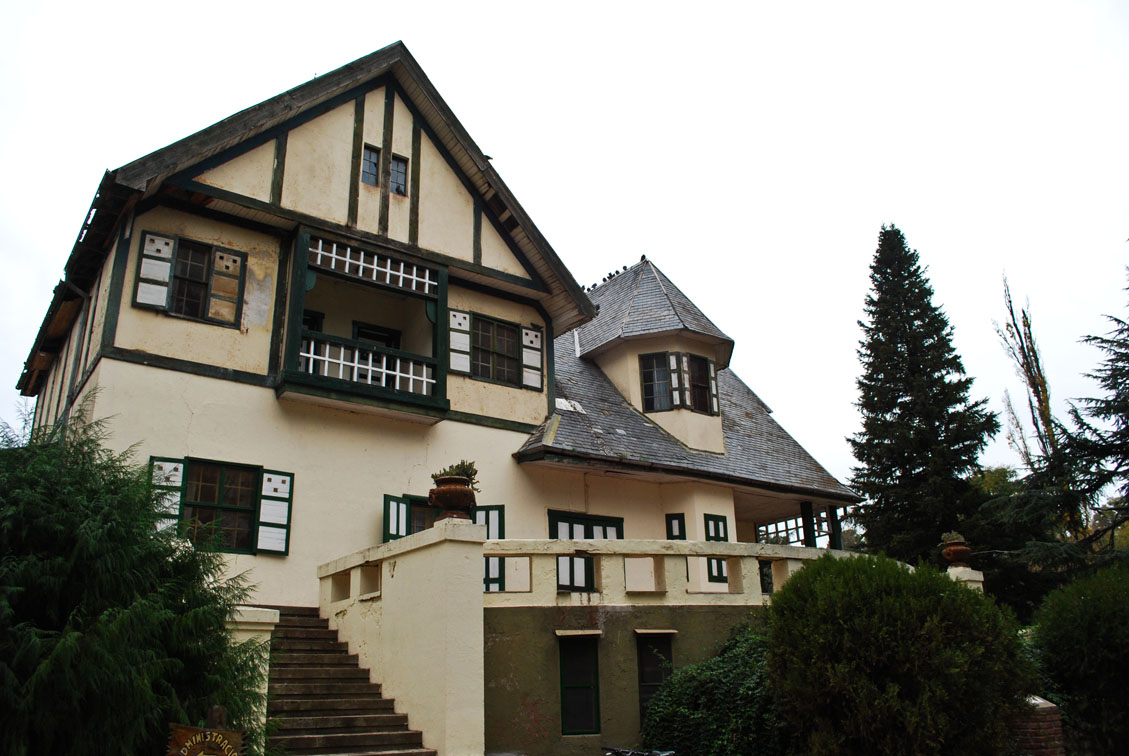
Arquitectura alemana en Coronel Suárez.

- Turismo de naturaleza en Villa la Arcadia. Allí se puede hacer trekking en el Cerro Ceferino, que pertenece al cordón Pillahuincó del sistema de Ventania, recorrer las calles arboladas en bicicletas o carros a pedal, navegar por el río Sauce Grande en kayak o en bote y realizar astrotravesías, entre otras opciones.
- Reconocidos artesanos-joyeros, especialistas como pocos en la producción de Platería fina. Estilo y saberes que se han pasado de generación en generación, con diseños gauchescos como eje temático.
- Establecimientos rurales con exuberantes paisajes, donde se pueden realizar un sinfín de actividades como: cabalgatas, paseos en carruajes, piscinas, caminatas.
- Disfrutar de los Torneos de Polo más prestigiosos en el mundialmente conocido Coronel Suárez Polo Club. Destreza apabullante y caballos formidables, rodeados de un paisaje único.
- Explorar sobre cosas típicas alemanas, como la Fiesta del Strudel en el mes de marzo en la colonia 3 o Santa María, la FüLLSEN FEST en el mes de noviembre en la colonia 2 o  San José . Todo tipo de cosas que se pueden encontrar en las colonias.

## Clima
| Parámetros climáticos promedio de Coronel Suárez | Parámetros climáticos promedio de Coronel Suárez | Parámetros climáticos promedio de Coronel Suárez | Parámetros climáticos promedio de Coronel Suárez | Parámetros climáticos promedio de Coronel Suárez | Parámetros climáticos promedio de Coronel Suárez | Parámetros climáticos promedio de Coronel Suárez | Parámetros climáticos promedio de Coronel Suárez | Parámetros climáticos promedio de Coronel Suárez | Parámetros climáticos promedio de Coronel Suárez | Parámetros climáticos promedio de Coronel Suárez | Parámetros climáticos promedio de Coronel Suárez | Parámetros climáticos promedio de Coronel Suárez | Parámetros climáticos promedio de Coronel Suárez |
| Mes                                              | Ene.                                             | Feb.                                             | Mar.                                             | Abr.                                             | May.                                             | Jun.                                             | Jul.                                             | Ago.                                             | Sep.                                             | Oct.                                             | Nov.                                             | Dic.                                             | Anual                                            |
| ------------------------------------------------ | ------------------------------------------------ | ------------------------------------------------ | ------------------------------------------------ | ------------------------------------------------ | ------------------------------------------------ | ------------------------------------------------ | ------------------------------------------------ | ------------------------------------------------ | ------------------------------------------------ | ------------------------------------------------ | ------------------------------------------------ | ------------------------------------------------ | ------------------------------------------------ |
| Temp. máx. media (°C)                            | 29                                               | 27                                               | 25                                               | 20                                               | 16                                               | 13                                               | 12                                               | 15                                               | 17                                               | 20                                               | 24                                               | 27                                               | 20.4                                             |
| Temp. mín. media (°C)                            | 14                                               | 13                                               | 11                                               | 7                                                | 4                                                | 1                                                | -3                                               | 1                                                | 3                                                | 7                                                | 9                                                | 12                                               | 6.6                                              |
| Precipitación total (mm)                         | 112.3                                            | 80.4                                             | 95.9                                             | 70.9                                             | 47.4                                             | 21.4                                             | 28.5                                             | 32.4                                             | 58.1                                             | 99.7                                             | 74.3                                             | 82.4                                             | 803.7                                            |
| Fuente: SMN Argentina promedio 1981-2010         |                                                  |                                                  |                                                  |                                                  |                                                  |                                                  |                                                  |                                                  |                                                  |                                                  |                                                  |                                                  |                                                  |

Humedad relativa promedio anual: 73 %

## Economía
- Fuerte industria textil.

La industria textil en Coronel Suárez, es desde hace décadas una de las principales fuentes laborales de las familias suarenses. Suárez posee una industria principal de calzado y varias Pymes y cooperativas textiles que ofrecen la oportunidad de trabajo en blanco a la población.
- Industria papelera.
- Gran producción agraria y ganadera.
- Prestigiosa reputación en la exportación de caballos de polo a todo el mundo.

## Deporte
- Además de la práctica del fútbol y el básquetbol, Coronel Suárez tiene una gran tradición en la práctica del polo[7] Sus principales clubes sociales y deportivos son: Centro Blanco y Negro, Deportivo Sarmiento, Boca Juniors, Tiro Federal, San Martín (Santa Trinidad), Independiente (San José), El Progreso (Santa María).
- La ciudad cuenta con dos campos de golf, el Coronel Suárez Polo Club (18 hoyos) y el Aero Golf Club Coronel Suárez (12 hoyos).
- La ciudad es sede de la Liga Regional de fútbol, de la cual los clubes del distrito ostentan 26 títulos (Blanco y Negro: 13 títulos, Deportivo Sarmiento: 7 títulos, Independiente San José y Boca Juniors Coronel Suárez: 2 títulos y El Progreso de Santa María, Atlético Huanguelen y San Martín Santa Trinidad: 1 título).
- A partir del año 2017 se formalizó la organización de la filial del Club Estudiantes de La Plata, la cual venía cumpliendo una intensa actividad como peña, que trascendía el hecho de reunirse para alentar al equipo a la distancia.

## Salud
La ciudad de Coronel Suárez cuenta con un Hospital Municipal  y cinco Centros de Atención Primaria de la Salud (CAPS):
- Hospital Municipal "Dr. Raúl A. Caccavo"
- CAPS "Villa Belgrano"
- CAPS "San Cayetano"
- CAPS "Puente Chico"
- CAPS "Barrio Rosario"
- CAPS "Barrio San Martín"

## Acceso aéreo
- SAZC
- Pista asfaltada, coordenadas: 37° 26′ 46″ S 61° 53′ 21″ W 1700X30 ILL
- Aeroclub

## Acceso ferroviario
- Estación Coronel Suárez del Ferrocarril General Roca que une Plaza Constitución con Bahía Blanca.

## Personas destacadas
- Luisa Braganza
- Nora Somoza
- Sergio Denis
- Ricardo Iorio
- Gastón Dalmau
- Benjamín Rollheiser
- Andrés Schwab

## Parroquias de la Iglesia católica en Coronel Suárez
| Arquidiócesis | Bahía Blanca              |
| ------------- | ------------------------- |
| Parroquia     | Nuestra Señora del Carmen |

### Pueblos alemanes
- Santa Trinidad (Der Heiligen Dreifaltigkeit) o "Colonia I", Partido de Coronel Suárez.
- San José (Sankt Joseph) o "Colonia II", Partido de Coronel Suárez.
- Santa María (Heilige Maria) o "Colonia III", Partido de Coronel Suárez.
- Inmigración alemana en Argentina.

## Hermanamientos
Coronel Suárez ha firmado vínculos de cooperación perdurables, en carácter de hermanamientos, con las siguientes ciudades:
- Schwabach, Baviera, Alemania (5 de noviembre de 2018)[9]